# Джон Кібл
Джон Кібл (англ. John Keble; 25 квітня 1792 — 29 березня 1866) — англійський релігійний діяч, поет.
Кібл був одним із лідерів Оксфордського руху, початком стала його проповідь «Національне відступництво», вимовлена 14 липня 1833 року в університетській церкві Св. Діви Марії в Оксфорді.
Кібл був одним із головних представників високоцерковної партії (High Church) і співробітником дуже поширених свого часу «Tracts for the Times» (Оксфорд, 1834–1836), виданням яких займався Джон Генрі Ньюмен.
Головна праця Кібла — збірник релігійних віршів «The Christian Year» (Оксфорд, 1827); до 1854 перевидавався 44 рази. Інші його роботи: «The Psalter» (Лонда., 1839), «Lyra Apostolica» (Л., 1836–1838), «Praelectiones Academicae» (Л., 1840), «Lyra Innocentium» (Л., 1846), «Life of Thomas Wilson» (Лонда., 1850) та ін.
Кібл відвідав Борнмуті, щоб спробувати видужати від тривалої хвороби, оскільки він вважав, що морське повітря має лікувальні властивості. Але 29 березня 1866 року життя Джона Кібла скінчилось. Його поховали на кладовищі Всіх Святих, Херслі.